# Ricky Subagja
Ricky Subagja (* 27. Januar 1971 in Bandung, Jawa Barat) ist ein ehemaliger Badmintonspieler aus Indonesien.

## Karriere
Ricky Subagja nahm dreimal an Olympia teil. Beim olympischen Badmintonturnier 1996 gewann er dabei mit seinem Stammpartner Rexy Mainaky Gold. 1992 und 2000 reichte es nur zu Platz 5. 1995 wurden beide Weltmeister, 1997 gewannen sie Bronze.

## Erfolge
| Saison    | Veranstaltung       | Disziplin    | Platz | Name                            |
| --------- | ------------------- | ------------ | ----- | ------------------------------- |
| 1992      | Thailand Open       | Herrendoppel | 1     | Ricky Subagja / Rexy Mainaky    |
| 1992      | Hong Kong Open      | Herrendoppel | 1     | Ricky Subagja / Rexy Mainaky    |
| 1992      | China Open          | Herrendoppel | 1     | Ricky Subagja / Rexy Mainaky    |
| 1993      | Indonesia Open      | Herrendoppel | 1     | Ricky Subagja / Rexy Mainaky    |
| 1993      | Malaysia Open       | Herrendoppel | 1     | Rexy Mainaky / Ricky Subagja    |
| 1993      | Swedish Open        | Herrendoppel | 1     | Rexy Mainaky / Ricky Subagja    |
| 1994      | Asienspiele         | Herrendoppel | 1     | Rexy Mainaky / Ricky Subagja    |
| 1994      | Swedish Open        | Herrendoppel | 1     | Rexy Mainaky / Ricky Subagja    |
| 1994      | All England         | Herrendoppel | 2     | Rexy Mainaky / Ricky Subagja    |
| 1994      | Singapur Open       | Herrendoppel | 1     | Rexy Mainaky / Ricky Subagja    |
| 1994      | Indonesia Open      | Herrendoppel | 1     | Ricky Subagja / Rexy Mainaky    |
| 1994      | Malaysia Open       | Herrendoppel | 1     | Rexy Mainaky / Ricky Subagja    |
| 1995      | Singapur Open       | Herrendoppel | 1     | Rexy Mainaky / Ricky Subagja    |
| 1995      | All England         | Herrendoppel | 1     | Rexy Mainaky / Ricky Subagja    |
| 1995      | Japan Open          | Herrendoppel | 1     | Ricky Subagja / Rexy Mainaky    |
| 1995      | Weltmeisterschaft   | Herrendoppel | 1     | Rexy Mainaky / Ricky Subagja    |
| 1996      | All England         | Herrendoppel | 1     | Rexy Mainaky / Ricky Subagja    |
| 1996      | Japan Open          | Herrendoppel | 1     | Ricky Subagja / Rexy Mainaky    |
| 1997      | Indonesia Open      | Herrendoppel | 3     | Ricky Subagja / Rexy Mainaky    |
| 1997      | Japan Open          | Herrendoppel | 1     | Ricky Subagja / Rexy Mainaky    |
| 1997      | Thailand Open       | Herrendoppel | 3     | Rexy Mainaky / Ricky Subagja    |
| 1997      | Malaysia Open       | Herrendoppel | 1     | Rexy Manaiky / Ricky Subadja    |
| 1997      | Weltmeisterschaft   | Herrendoppel | 3     | Rexy Mainaky / Ricky Subagja    |
| 1997      | Swiss Open          | Herrendoppel | 3     | Rexy Mainaky / Ricky Subagja    |
| 1997      | Chinese Taipei Open | Herrendoppel | 3     | Ricky Subagja / Rexy Mainaky    |
| 1998      | Indonesia Open      | Herrendoppel | 1     | Ricky Subagja / Rexy Mainaky    |
| 1998      | Japan Open          | Herrendoppel | 3     | Rexy Mainaky / Ricky Subagja    |
| 1998      | Asienspiele         | Herrendoppel | 1     | Rexy Mainaky / Ricky Subagja    |
| 1998      | All England         | Herrendoppel | 3     | Ricky A. Subagja / Rexy Mainaky |
| 1998/1999 | Denmark Open        | Herrendoppel | 1     | Ricky Subagja / Rexy Mainaky    |
| 1999      | Indonesia Open      | Herrendoppel | 1     | Ricky Subagja / Rexy Mainaky    |
| 2000      | Japan Open          | Herrendoppel | 3     | Ricky Subagja / Rexy Mainaky    |
| 2000      | Asienmeisterschaft  | Herrendoppel | 1     | Rexy Mainaky / Tony Gunawan     |
| 2000      | Indonesia Open      | Herrendoppel | 3     | Ricky Subagja / Rexy Mainaky    |